# Xã Pleasant Grove, Quận Greenwood, Kansas
Xã Pleasant Grove (tiếng Anh: Pleasant Grove Township) là một xã thuộc quận Greenwood, tiểu bang Kansas, Hoa Kỳ. Năm 2010, dân số của xã này là 48 người.